# José López (baseball)
Pour les articles homonymes, voir José López et López.
José Celestino López (né le 24 novembre 1983 à Barcelona, Anzoátegui, Venezuela) est un joueur de deuxième but au baseball. Il joue en Ligue majeure de 2004 à 2012.

## Ligue majeure
José López se joint aux Mariners de Seattle en 2000. Il joue son premier match dans les majeures à l'âge de 20 ans, le 31 juillet 2004. Après une centaine de parties jouées au total en deux ans avec Seattle, il devient le deuxième but régulier de l'équipe à partir de 2006. Cette saison-là, il frappe dans une moyenne au bâton de ,282 avec 79 points produits. Il mène la Ligue américaine pour les amortis-sacrifice avec 12. À la mi-saison, il est invité à son premier match d'étoiles.
En 2007, la moyenne de López chute à ,252 et son total de points produits également (62).
En 2008, il établit de nouvelles marques personnelles : 191 coups sûrs, 17 coups de circuit, 89 points produits et moyenne de ,297. Il éclipse certaines de ces statistiques au cours de la saison 2009 avec 25 coups de circuit et 96 points produits. Sa moyenne au bâton s'élève à ,272.
Le 2 décembre 2010, il est échangé aux Rockies du Colorado contre le lanceur Chaz Roe. Il est libéré de son contrat par les Rockies le 7 juin 2011 après avoir frappé pour seulement ,208 de moyenne en 38 parties pour Colorado. Il rejoint les Marlins de la Floride, avec qui il termine la saison.
Le 16 décembre 2011, López signe un contrat des ligues mineures avec les Indians de Cleveland. Il frappe pour ,249 avec 4 circuits et 28 points produits en 66 matchs pour Cleveland en 2012 avant d'être libéré par le club le 12 août. Il termine la saison par 15 matchs chez les White Sox de Chicago.

## International
López a porté les couleurs de l'équipe du Venezuela à la Classique mondiale de baseball 2009, aux côtés de deux coéquipiers des Mariners, Felix Hernandez et Carlos Silva.
En 2013, il joue au Japon pour les Yomiuri Giants.